# Sistema de ligas de fútbol de Inglaterra
El sistema de ligas de fútbol de Inglaterra es una serie de ligas interconectadas, organizadas por Asociación Inglesa de Fútbol, para los clubes de fútbol de Inglaterra (un pequeño grupo de equipos galeses también participan). Bajo la FA Premier League y la English Football League, hay cerca de 500 competiciones de liga, en la que participan más de 7000 clubes de todo el país. Este sistema cuenta con una modalidad de descensos y ascensos entre diferentes ligas en diferentes niveles, que permiten que incluso el club más pequeño pueda llegar a estar en el nivel más alto, la Premier League.
La Football League First Division fue la máxima categoría del sistema de ligas entre 1888 y 1992.
En 1992 los 22 clubes se escindieron de la Football League para conformar la Premier League, por lo que la Football League se redujo de cuatro divisiones a tres.
En total hay 24 ligas en el sistema de fútbol de Inglaterra, después de la undécima división los condados hacen sus propias copas y el sistema se hace más regional.

## Organización
Al 30 de junio de 2023
| Categoría                                                     | Divisiones | Divisiones | Divisiones | Divisiones | Divisiones | Divisiones | Divisiones | Divisiones | Divisiones | Divisiones | Divisiones | Divisiones |
| ------------------------------------------------------------- | --- | --- | --- | --- | --- | --- | --- | --- | --- | --- | --- | --- |
| Primera División                                              | Premier League (The Premiership) 20 equipos | Premier League (The Premiership) 20 equipos | Premier League (The Premiership) 20 equipos | Premier League (The Premiership) 20 equipos | Premier League (The Premiership) 20 equipos | Premier League (The Premiership) 20 equipos | Premier League (The Premiership) 20 equipos | Premier League (The Premiership) 20 equipos | Premier League (The Premiership) 20 equipos | Premier League (The Premiership) 20 equipos | Premier League (The Premiership) 20 equipos | Premier League (The Premiership) 20 equipos |
| Segunda División                                              | English Football League Championship (Sky Bet Championship) 22 equipos y 2 de Gales | English Football League Championship (Sky Bet Championship) 22 equipos y 2 de Gales | English Football League Championship (Sky Bet Championship) 22 equipos y 2 de Gales | English Football League Championship (Sky Bet Championship) 22 equipos y 2 de Gales | English Football League Championship (Sky Bet Championship) 22 equipos y 2 de Gales | English Football League Championship (Sky Bet Championship) 22 equipos y 2 de Gales | English Football League Championship (Sky Bet Championship) 22 equipos y 2 de Gales | English Football League Championship (Sky Bet Championship) 22 equipos y 2 de Gales | English Football League Championship (Sky Bet Championship) 22 equipos y 2 de Gales | English Football League Championship (Sky Bet Championship) 22 equipos y 2 de Gales | English Football League Championship (Sky Bet Championship) 22 equipos y 2 de Gales | English Football League Championship (Sky Bet Championship) 22 equipos y 2 de Gales |
| Tercera División                                              | English Football League One (Sky Bet League One) (The Footballship) 24 equipos | English Football League One (Sky Bet League One) (The Footballship) 24 equipos | English Football League One (Sky Bet League One) (The Footballship) 24 equipos | English Football League One (Sky Bet League One) (The Footballship) 24 equipos | English Football League One (Sky Bet League One) (The Footballship) 24 equipos | English Football League One (Sky Bet League One) (The Footballship) 24 equipos | English Football League One (Sky Bet League One) (The Footballship) 24 equipos | English Football League One (Sky Bet League One) (The Footballship) 24 equipos | English Football League One (Sky Bet League One) (The Footballship) 24 equipos | English Football League One (Sky Bet League One) (The Footballship) 24 equipos | English Football League One (Sky Bet League One) (The Footballship) 24 equipos | English Football League One (Sky Bet League One) (The Footballship) 24 equipos |
| Cuarta División                                               | English Football League Two (Sky Bet League Two) (The Football League) 22 equipos y 2 de Gales | English Football League Two (Sky Bet League Two) (The Football League) 22 equipos y 2 de Gales | English Football League Two (Sky Bet League Two) (The Football League) 22 equipos y 2 de Gales | English Football League Two (Sky Bet League Two) (The Football League) 22 equipos y 2 de Gales | English Football League Two (Sky Bet League Two) (The Football League) 22 equipos y 2 de Gales | English Football League Two (Sky Bet League Two) (The Football League) 22 equipos y 2 de Gales | English Football League Two (Sky Bet League Two) (The Football League) 22 equipos y 2 de Gales | English Football League Two (Sky Bet League Two) (The Football League) 22 equipos y 2 de Gales | English Football League Two (Sky Bet League Two) (The Football League) 22 equipos y 2 de Gales | English Football League Two (Sky Bet League Two) (The Football League) 22 equipos y 2 de Gales | English Football League Two (Sky Bet League Two) (The Football League) 22 equipos y 2 de Gales | English Football League Two (Sky Bet League Two) (The Football League) 22 equipos y 2 de Gales |
| 5º The Nationalship                                           | National League (Vanarama National League) (Nationalship) 24 equipos | National League (Vanarama National League) (Nationalship) 24 equipos | National League (Vanarama National League) (Nationalship) 24 equipos | National League (Vanarama National League) (Nationalship) 24 equipos | National League (Vanarama National League) (Nationalship) 24 equipos | National League (Vanarama National League) (Nationalship) 24 equipos | National League (Vanarama National League) (Nationalship) 24 equipos | National League (Vanarama National League) (Nationalship) 24 equipos | National League (Vanarama National League) (Nationalship) 24 equipos | National League (Vanarama National League) (Nationalship) 24 equipos | National League (Vanarama National League) (Nationalship) 24 equipos | National League (Vanarama National League) (Nationalship) 24 equipos |
| 6º The Countryship                                            | National League North (Vanarama National League North) (The Countryship) 24 equipos | National League North (Vanarama National League North) (The Countryship) 24 equipos | National League North (Vanarama National League North) (The Countryship) 24 equipos | National League North (Vanarama National League North) (The Countryship) 24 equipos | National League North (Vanarama National League North) (The Countryship) 24 equipos | National League North (Vanarama National League North) (The Countryship) 24 equipos | National League South (Motorama National League South) (The Countryship) 24 equipos | National League South (Motorama National League South) (The Countryship) 24 equipos | National League South (Motorama National League South) (The Countryship) 24 equipos | National League South (Motorama National League South) (The Countryship) 24 equipos | National League South (Motorama National League South) (The Countryship) 24 equipos | National League South (Motorama National League South) (The Countryship) 24 equipos |
| 7º The Shireship                                              | Northern Premier League (The Shireship) (BetVictor Northern Premier League) 22 equipos | Northern Premier League (The Shireship) (BetVictor Northern Premier League) 22 equipos | Northern Premier League (The Shireship) (BetVictor Northern Premier League) 22 equipos | Southern League Central Division (BetVictor Southern League) 22 equipos | Southern League Central Division (BetVictor Southern League) 22 equipos | Southern League Central Division (BetVictor Southern League) 22 equipos | Southern League South Division (BetVictor Southern League) 22 equipos | Southern League South Division (BetVictor Southern League) 22 equipos | Southern League South Division (BetVictor Southern League) 22 equipos | Isthmian League Premier Division (BetVictor Isthmian League) 22 equipos | Isthmian League Premier Division (BetVictor Isthmian League) 22 equipos | Isthmian League Premier Division (BetVictor Isthmian League) 22 equipos |
| 8º The Divisionalship                                         | Northern Premier League Division One North West (The Divisionalship) 20 equipos Northern Premier League Division One South East 20 equipos Southern Football League Division One Central 20 equipos Southern Football League Division One South 20 equipos Isthmian League Division One North 20 equipos Isthmian League Division One South Central 22 equipos Isthmian League Division One South East 22 equipos | Northern Premier League Division One North West (The Divisionalship) 20 equipos Northern Premier League Division One South East 20 equipos Southern Football League Division One Central 20 equipos Southern Football League Division One South 20 equipos Isthmian League Division One North 20 equipos Isthmian League Division One South Central 22 equipos Isthmian League Division One South East 22 equipos | Northern Premier League Division One North West (The Divisionalship) 20 equipos Northern Premier League Division One South East 20 equipos Southern Football League Division One Central 20 equipos Southern Football League Division One South 20 equipos Isthmian League Division One North 20 equipos Isthmian League Division One South Central 22 equipos Isthmian League Division One South East 22 equipos | Northern Premier League Division One North West (The Divisionalship) 20 equipos Northern Premier League Division One South East 20 equipos Southern Football League Division One Central 20 equipos Southern Football League Division One South 20 equipos Isthmian League Division One North 20 equipos Isthmian League Division One South Central 22 equipos Isthmian League Division One South East 22 equipos | Northern Premier League Division One North West (The Divisionalship) 20 equipos Northern Premier League Division One South East 20 equipos Southern Football League Division One Central 20 equipos Southern Football League Division One South 20 equipos Isthmian League Division One North 20 equipos Isthmian League Division One South Central 22 equipos Isthmian League Division One South East 22 equipos | Northern Premier League Division One North West (The Divisionalship) 20 equipos Northern Premier League Division One South East 20 equipos Southern Football League Division One Central 20 equipos Southern Football League Division One South 20 equipos Isthmian League Division One North 20 equipos Isthmian League Division One South Central 22 equipos Isthmian League Division One South East 22 equipos | Northern Premier League Division One North West (The Divisionalship) 20 equipos Northern Premier League Division One South East 20 equipos Southern Football League Division One Central 20 equipos Southern Football League Division One South 20 equipos Isthmian League Division One North 20 equipos Isthmian League Division One South Central 22 equipos Isthmian League Division One South East 22 equipos | Northern Premier League Division One North West (The Divisionalship) 20 equipos Northern Premier League Division One South East 20 equipos Southern Football League Division One Central 20 equipos Southern Football League Division One South 20 equipos Isthmian League Division One North 20 equipos Isthmian League Division One South Central 22 equipos Isthmian League Division One South East 22 equipos | Northern Premier League Division One North West (The Divisionalship) 20 equipos Northern Premier League Division One South East 20 equipos Southern Football League Division One Central 20 equipos Southern Football League Division One South 20 equipos Isthmian League Division One North 20 equipos Isthmian League Division One South Central 22 equipos Isthmian League Division One South East 22 equipos | Northern Premier League Division One North West (The Divisionalship) 20 equipos Northern Premier League Division One South East 20 equipos Southern Football League Division One Central 20 equipos Southern Football League Division One South 20 equipos Isthmian League Division One North 20 equipos Isthmian League Division One South Central 22 equipos Isthmian League Division One South East 22 equipos | Northern Premier League Division One North West (The Divisionalship) 20 equipos Northern Premier League Division One South East 20 equipos Southern Football League Division One Central 20 equipos Southern Football League Division One South 20 equipos Isthmian League Division One North 20 equipos Isthmian League Division One South Central 22 equipos Isthmian League Division One South East 22 equipos | Northern Premier League Division One North West (The Divisionalship) 20 equipos Northern Premier League Division One South East 20 equipos Southern Football League Division One Central 20 equipos Southern Football League Division One South 20 equipos Isthmian League Division One North 20 equipos Isthmian League Division One South Central 22 equipos Isthmian League Division One South East 22 equipos |
| 9º The Countieship (Divisiones en paralelo) (The Countieship) | Combined Counties League Premier Division 21 equipos Eastern Counties Football League Premier Division 20 equipos Essex Senior League 19 equipos Hellenic League Premier Division 19 equipos Midland League Premier Division 20 equipos North West Counties League Premier Division 20 equipos Northern Counties East Football League Premier Division 20 equipos | Combined Counties League Premier Division 21 equipos Eastern Counties Football League Premier Division 20 equipos Essex Senior League 19 equipos Hellenic League Premier Division 19 equipos Midland League Premier Division 20 equipos North West Counties League Premier Division 20 equipos Northern Counties East Football League Premier Division 20 equipos | Combined Counties League Premier Division 21 equipos Eastern Counties Football League Premier Division 20 equipos Essex Senior League 19 equipos Hellenic League Premier Division 19 equipos Midland League Premier Division 20 equipos North West Counties League Premier Division 20 equipos Northern Counties East Football League Premier Division 20 equipos | Combined Counties League Premier Division 21 equipos Eastern Counties Football League Premier Division 20 equipos Essex Senior League 19 equipos Hellenic League Premier Division 19 equipos Midland League Premier Division 20 equipos North West Counties League Premier Division 20 equipos Northern Counties East Football League Premier Division 20 equipos | Combined Counties League Premier Division 21 equipos Eastern Counties Football League Premier Division 20 equipos Essex Senior League 19 equipos Hellenic League Premier Division 19 equipos Midland League Premier Division 20 equipos North West Counties League Premier Division 20 equipos Northern Counties East Football League Premier Division 20 equipos | Combined Counties League Premier Division 21 equipos Eastern Counties Football League Premier Division 20 equipos Essex Senior League 19 equipos Hellenic League Premier Division 19 equipos Midland League Premier Division 20 equipos North West Counties League Premier Division 20 equipos Northern Counties East Football League Premier Division 20 equipos | Northern League Division One 20 equipos Southern Combination League Premier Division 20 equipos Southern Counties East League Premier Division 20 equipos Spartan South Midlands League Premier Division 21 equipos United Counties League Premier Division 20 equipos Wessex League Premier Division 20 equipos Western League Premier Division 21 equipos | Northern League Division One 20 equipos Southern Combination League Premier Division 20 equipos Southern Counties East League Premier Division 20 equipos Spartan South Midlands League Premier Division 21 equipos United Counties League Premier Division 20 equipos Wessex League Premier Division 20 equipos Western League Premier Division 21 equipos | Northern League Division One 20 equipos Southern Combination League Premier Division 20 equipos Southern Counties East League Premier Division 20 equipos Spartan South Midlands League Premier Division 21 equipos United Counties League Premier Division 20 equipos Wessex League Premier Division 20 equipos Western League Premier Division 21 equipos | Northern League Division One 20 equipos Southern Combination League Premier Division 20 equipos Southern Counties East League Premier Division 20 equipos Spartan South Midlands League Premier Division 21 equipos United Counties League Premier Division 20 equipos Wessex League Premier Division 20 equipos Western League Premier Division 21 equipos | Northern League Division One 20 equipos Southern Combination League Premier Division 20 equipos Southern Counties East League Premier Division 20 equipos Spartan South Midlands League Premier Division 21 equipos United Counties League Premier Division 20 equipos Wessex League Premier Division 20 equipos Western League Premier Division 21 equipos | Northern League Division One 20 equipos Southern Combination League Premier Division 20 equipos Southern Counties East League Premier Division 20 equipos Spartan South Midlands League Premier Division 21 equipos United Counties League Premier Division 20 equipos Wessex League Premier Division 20 equipos Western League Premier Division 21 equipos |
| 10º (Divisiones en paralelo)                                  | Combined Counties League Division One 20 equipos East Midlands Counties League 19 equipos Eastern Counties League Division One North 20 equipos Eastern Counties League Division One South 19 equipos Hellenic Football League Division One East 17 equipos Hellenic Football League Division One West 16 equipos Midland Football League Division One 20 equipos North West Counties League Division One North 20 equipos North West Counties League Division One South 20 equipos Northern Counties East Football League Division One 20 equipos | Combined Counties League Division One 20 equipos East Midlands Counties League 19 equipos Eastern Counties League Division One North 20 equipos Eastern Counties League Division One South 19 equipos Hellenic Football League Division One East 17 equipos Hellenic Football League Division One West 16 equipos Midland Football League Division One 20 equipos North West Counties League Division One North 20 equipos North West Counties League Division One South 20 equipos Northern Counties East Football League Division One 20 equipos | Combined Counties League Division One 20 equipos East Midlands Counties League 19 equipos Eastern Counties League Division One North 20 equipos Eastern Counties League Division One South 19 equipos Hellenic Football League Division One East 17 equipos Hellenic Football League Division One West 16 equipos Midland Football League Division One 20 equipos North West Counties League Division One North 20 equipos North West Counties League Division One South 20 equipos Northern Counties East Football League Division One 20 equipos | Combined Counties League Division One 20 equipos East Midlands Counties League 19 equipos Eastern Counties League Division One North 20 equipos Eastern Counties League Division One South 19 equipos Hellenic Football League Division One East 17 equipos Hellenic Football League Division One West 16 equipos Midland Football League Division One 20 equipos North West Counties League Division One North 20 equipos North West Counties League Division One South 20 equipos Northern Counties East Football League Division One 20 equipos | Combined Counties League Division One 20 equipos East Midlands Counties League 19 equipos Eastern Counties League Division One North 20 equipos Eastern Counties League Division One South 19 equipos Hellenic Football League Division One East 17 equipos Hellenic Football League Division One West 16 equipos Midland Football League Division One 20 equipos North West Counties League Division One North 20 equipos North West Counties League Division One South 20 equipos Northern Counties East Football League Division One 20 equipos | Combined Counties League Division One 20 equipos East Midlands Counties League 19 equipos Eastern Counties League Division One North 20 equipos Eastern Counties League Division One South 19 equipos Hellenic Football League Division One East 17 equipos Hellenic Football League Division One West 16 equipos Midland Football League Division One 20 equipos North West Counties League Division One North 20 equipos North West Counties League Division One South 20 equipos Northern Counties East Football League Division One 20 equipos | Northern League Division Two 20 equipos South West Peninsula League Premier Division East 20 equipos South West Peninsula League Premier Division West 20 equipos Southern Combination League Division One 18 equipos Southern Counties East League Division One 17 equipos Spartan South Midlands League Division One 20 equipos United Counties League Division One 20 equipos Wessex League Division One 20 equipos West Midlands (Regional) League Premier Division 18 equipos Western League Division One 20 equipos | Northern League Division Two 20 equipos South West Peninsula League Premier Division East 20 equipos South West Peninsula League Premier Division West 20 equipos Southern Combination League Division One 18 equipos Southern Counties East League Division One 17 equipos Spartan South Midlands League Division One 20 equipos United Counties League Division One 20 equipos Wessex League Division One 20 equipos West Midlands (Regional) League Premier Division 18 equipos Western League Division One 20 equipos | Northern League Division Two 20 equipos South West Peninsula League Premier Division East 20 equipos South West Peninsula League Premier Division West 20 equipos Southern Combination League Division One 18 equipos Southern Counties East League Division One 17 equipos Spartan South Midlands League Division One 20 equipos United Counties League Division One 20 equipos Wessex League Division One 20 equipos West Midlands (Regional) League Premier Division 18 equipos Western League Division One 20 equipos | Northern League Division Two 20 equipos South West Peninsula League Premier Division East 20 equipos South West Peninsula League Premier Division West 20 equipos Southern Combination League Division One 18 equipos Southern Counties East League Division One 17 equipos Spartan South Midlands League Division One 20 equipos United Counties League Division One 20 equipos Wessex League Division One 20 equipos West Midlands (Regional) League Premier Division 18 equipos Western League Division One 20 equipos | Northern League Division Two 20 equipos South West Peninsula League Premier Division East 20 equipos South West Peninsula League Premier Division West 20 equipos Southern Combination League Division One 18 equipos Southern Counties East League Division One 17 equipos Spartan South Midlands League Division One 20 equipos United Counties League Division One 20 equipos Wessex League Division One 20 equipos West Midlands (Regional) League Premier Division 18 equipos Western League Division One 20 equipos | Northern League Division Two 20 equipos South West Peninsula League Premier Division East 20 equipos South West Peninsula League Premier Division West 20 equipos Southern Combination League Division One 18 equipos Southern Counties East League Division One 17 equipos Spartan South Midlands League Division One 20 equipos United Counties League Division One 20 equipos Wessex League Division One 20 equipos West Midlands (Regional) League Premier Division 18 equipos Western League Division One 20 equipos |
| 11º (Divisiones en paralelo)                                  | Anglian Combination Premier Division – 16 equipos Bedfordshire County League Premier Division – 16 equipos Cambridgeshire County League Premier Division – 16 equipos Central Midlands League Premier Division North – 14 equipos Central Midlands League Premier Division South – 14 equipos Cheshire League Premier Division – 16 equipos Devon Football League North & East Division – 16 equipos Devon Football League South & West Division – 16 equipos Dorset Premier League – 16 clubs Essex & Suffolk Border League Premier Division – 16 equipos Essex Olympian League Premier Division – 16 equipos Gloucestershire County League – 16 equipos Hampshire Premier League Senior Division – 16 equipos Hertfordshire Senior County League Premier Division – 16 equipos Humber Premier League Premier Division – 16 equipos Kent County League Premier Division – 16 equipos Leicestershire Senior League Premier Division – 16 equipos Lincolnshire League – 14 equipos Liverpool Premier League Premier Division – 16 equipos Manchester League Premier Division – 16 equipos Middlesex County League Premier Division – 17 equipos Midland League Division Two – 16 equipos North Riding League Premier Division – 16 equipos | Anglian Combination Premier Division – 16 equipos Bedfordshire County League Premier Division – 16 equipos Cambridgeshire County League Premier Division – 16 equipos Central Midlands League Premier Division North – 14 equipos Central Midlands League Premier Division South – 14 equipos Cheshire League Premier Division – 16 equipos Devon Football League North & East Division – 16 equipos Devon Football League South & West Division – 16 equipos Dorset Premier League – 16 clubs Essex & Suffolk Border League Premier Division – 16 equipos Essex Olympian League Premier Division – 16 equipos Gloucestershire County League – 16 equipos Hampshire Premier League Senior Division – 16 equipos Hertfordshire Senior County League Premier Division – 16 equipos Humber Premier League Premier Division – 16 equipos Kent County League Premier Division – 16 equipos Leicestershire Senior League Premier Division – 16 equipos Lincolnshire League – 14 equipos Liverpool Premier League Premier Division – 16 equipos Manchester League Premier Division – 16 equipos Middlesex County League Premier Division – 17 equipos Midland League Division Two – 16 equipos North Riding League Premier Division – 16 equipos | Anglian Combination Premier Division – 16 equipos Bedfordshire County League Premier Division – 16 equipos Cambridgeshire County League Premier Division – 16 equipos Central Midlands League Premier Division North – 14 equipos Central Midlands League Premier Division South – 14 equipos Cheshire League Premier Division – 16 equipos Devon Football League North & East Division – 16 equipos Devon Football League South & West Division – 16 equipos Dorset Premier League – 16 clubs Essex & Suffolk Border League Premier Division – 16 equipos Essex Olympian League Premier Division – 16 equipos Gloucestershire County League – 16 equipos Hampshire Premier League Senior Division – 16 equipos Hertfordshire Senior County League Premier Division – 16 equipos Humber Premier League Premier Division – 16 equipos Kent County League Premier Division – 16 equipos Leicestershire Senior League Premier Division – 16 equipos Lincolnshire League – 14 equipos Liverpool Premier League Premier Division – 16 equipos Manchester League Premier Division – 16 equipos Middlesex County League Premier Division – 17 equipos Midland League Division Two – 16 equipos North Riding League Premier Division – 16 equipos | Anglian Combination Premier Division – 16 equipos Bedfordshire County League Premier Division – 16 equipos Cambridgeshire County League Premier Division – 16 equipos Central Midlands League Premier Division North – 14 equipos Central Midlands League Premier Division South – 14 equipos Cheshire League Premier Division – 16 equipos Devon Football League North & East Division – 16 equipos Devon Football League South & West Division – 16 equipos Dorset Premier League – 16 clubs Essex & Suffolk Border League Premier Division – 16 equipos Essex Olympian League Premier Division – 16 equipos Gloucestershire County League – 16 equipos Hampshire Premier League Senior Division – 16 equipos Hertfordshire Senior County League Premier Division – 16 equipos Humber Premier League Premier Division – 16 equipos Kent County League Premier Division – 16 equipos Leicestershire Senior League Premier Division – 16 equipos Lincolnshire League – 14 equipos Liverpool Premier League Premier Division – 16 equipos Manchester League Premier Division – 16 equipos Middlesex County League Premier Division – 17 equipos Midland League Division Two – 16 equipos North Riding League Premier Division – 16 equipos | Anglian Combination Premier Division – 16 equipos Bedfordshire County League Premier Division – 16 equipos Cambridgeshire County League Premier Division – 16 equipos Central Midlands League Premier Division North – 14 equipos Central Midlands League Premier Division South – 14 equipos Cheshire League Premier Division – 16 equipos Devon Football League North & East Division – 16 equipos Devon Football League South & West Division – 16 equipos Dorset Premier League – 16 clubs Essex & Suffolk Border League Premier Division – 16 equipos Essex Olympian League Premier Division – 16 equipos Gloucestershire County League – 16 equipos Hampshire Premier League Senior Division – 16 equipos Hertfordshire Senior County League Premier Division – 16 equipos Humber Premier League Premier Division – 16 equipos Kent County League Premier Division – 16 equipos Leicestershire Senior League Premier Division – 16 equipos Lincolnshire League – 14 equipos Liverpool Premier League Premier Division – 16 equipos Manchester League Premier Division – 16 equipos Middlesex County League Premier Division – 17 equipos Midland League Division Two – 16 equipos North Riding League Premier Division – 16 equipos | Anglian Combination Premier Division – 16 equipos Bedfordshire County League Premier Division – 16 equipos Cambridgeshire County League Premier Division – 16 equipos Central Midlands League Premier Division North – 14 equipos Central Midlands League Premier Division South – 14 equipos Cheshire League Premier Division – 16 equipos Devon Football League North & East Division – 16 equipos Devon Football League South & West Division – 16 equipos Dorset Premier League – 16 clubs Essex & Suffolk Border League Premier Division – 16 equipos Essex Olympian League Premier Division – 16 equipos Gloucestershire County League – 16 equipos Hampshire Premier League Senior Division – 16 equipos Hertfordshire Senior County League Premier Division – 16 equipos Humber Premier League Premier Division – 16 equipos Kent County League Premier Division – 16 equipos Leicestershire Senior League Premier Division – 16 equipos Lincolnshire League – 14 equipos Liverpool Premier League Premier Division – 16 equipos Manchester League Premier Division – 16 equipos Middlesex County League Premier Division – 17 equipos Midland League Division Two – 16 equipos North Riding League Premier Division – 16 equipos | Northamptonshire Combination League Premier Division – 16 equipos Northern Alliance Premier Division – 16 equipos Nottinghamshire Senior League Senior Division – 18 equipos Oxfordshire Senior League Premier Division – 16 equipos Peterborough & District League Premier Division – 16 equipos Sheffield & Hallamshire County Senior League Premier Division – 15 equipos Somerset County League Premier Division – 18 equipos Southern Combination League Division Two East – 16 equipos Spartan South Midlands League Division Two – 16 equipos St Piran League East Division – 16 equipos St Piran League West Division – 16 equipos Staffordshire County Senior League Premier Division – 16 equipos Suffolk & Ipswich League Senior Division – 16 equipos Surrey Elite Intermediate League – 16 equipos Thames Valley Premier League Premier Division – 16 equipos Wearside League – 16 equipos West Cheshire League Division One – 16 equipos West Lancashire League Premier Division – 16 equipos West Midlands (Regional) League Division One – 16 equipos West Yorkshire League Premier Division – 16 equipos Wiltshire Senior League Premier Division – 16 equipos York League Premier Division – 16 equipos Yorkshire Amateur League Supreme Division – 11 equipos | Northamptonshire Combination League Premier Division – 16 equipos Northern Alliance Premier Division – 16 equipos Nottinghamshire Senior League Senior Division – 18 equipos Oxfordshire Senior League Premier Division – 16 equipos Peterborough & District League Premier Division – 16 equipos Sheffield & Hallamshire County Senior League Premier Division – 15 equipos Somerset County League Premier Division – 18 equipos Southern Combination League Division Two East – 16 equipos Spartan South Midlands League Division Two – 16 equipos St Piran League East Division – 16 equipos St Piran League West Division – 16 equipos Staffordshire County Senior League Premier Division – 16 equipos Suffolk & Ipswich League Senior Division – 16 equipos Surrey Elite Intermediate League – 16 equipos Thames Valley Premier League Premier Division – 16 equipos Wearside League – 16 equipos West Cheshire League Division One – 16 equipos West Lancashire League Premier Division – 16 equipos West Midlands (Regional) League Division One – 16 equipos West Yorkshire League Premier Division – 16 equipos Wiltshire Senior League Premier Division – 16 equipos York League Premier Division – 16 equipos Yorkshire Amateur League Supreme Division – 11 equipos | Northamptonshire Combination League Premier Division – 16 equipos Northern Alliance Premier Division – 16 equipos Nottinghamshire Senior League Senior Division – 18 equipos Oxfordshire Senior League Premier Division – 16 equipos Peterborough & District League Premier Division – 16 equipos Sheffield & Hallamshire County Senior League Premier Division – 15 equipos Somerset County League Premier Division – 18 equipos Southern Combination League Division Two East – 16 equipos Spartan South Midlands League Division Two – 16 equipos St Piran League East Division – 16 equipos St Piran League West Division – 16 equipos Staffordshire County Senior League Premier Division – 16 equipos Suffolk & Ipswich League Senior Division – 16 equipos Surrey Elite Intermediate League – 16 equipos Thames Valley Premier League Premier Division – 16 equipos Wearside League – 16 equipos West Cheshire League Division One – 16 equipos West Lancashire League Premier Division – 16 equipos West Midlands (Regional) League Division One – 16 equipos West Yorkshire League Premier Division – 16 equipos Wiltshire Senior League Premier Division – 16 equipos York League Premier Division – 16 equipos Yorkshire Amateur League Supreme Division – 11 equipos | Northamptonshire Combination League Premier Division – 16 equipos Northern Alliance Premier Division – 16 equipos Nottinghamshire Senior League Senior Division – 18 equipos Oxfordshire Senior League Premier Division – 16 equipos Peterborough & District League Premier Division – 16 equipos Sheffield & Hallamshire County Senior League Premier Division – 15 equipos Somerset County League Premier Division – 18 equipos Southern Combination League Division Two East – 16 equipos Spartan South Midlands League Division Two – 16 equipos St Piran League East Division – 16 equipos St Piran League West Division – 16 equipos Staffordshire County Senior League Premier Division – 16 equipos Suffolk & Ipswich League Senior Division – 16 equipos Surrey Elite Intermediate League – 16 equipos Thames Valley Premier League Premier Division – 16 equipos Wearside League – 16 equipos West Cheshire League Division One – 16 equipos West Lancashire League Premier Division – 16 equipos West Midlands (Regional) League Division One – 16 equipos West Yorkshire League Premier Division – 16 equipos Wiltshire Senior League Premier Division – 16 equipos York League Premier Division – 16 equipos Yorkshire Amateur League Supreme Division – 11 equipos | Northamptonshire Combination League Premier Division – 16 equipos Northern Alliance Premier Division – 16 equipos Nottinghamshire Senior League Senior Division – 18 equipos Oxfordshire Senior League Premier Division – 16 equipos Peterborough & District League Premier Division – 16 equipos Sheffield & Hallamshire County Senior League Premier Division – 15 equipos Somerset County League Premier Division – 18 equipos Southern Combination League Division Two East – 16 equipos Spartan South Midlands League Division Two – 16 equipos St Piran League East Division – 16 equipos St Piran League West Division – 16 equipos Staffordshire County Senior League Premier Division – 16 equipos Suffolk & Ipswich League Senior Division – 16 equipos Surrey Elite Intermediate League – 16 equipos Thames Valley Premier League Premier Division – 16 equipos Wearside League – 16 equipos West Cheshire League Division One – 16 equipos West Lancashire League Premier Division – 16 equipos West Midlands (Regional) League Division One – 16 equipos West Yorkshire League Premier Division – 16 equipos Wiltshire Senior League Premier Division – 16 equipos York League Premier Division – 16 equipos Yorkshire Amateur League Supreme Division – 11 equipos | Northamptonshire Combination League Premier Division – 16 equipos Northern Alliance Premier Division – 16 equipos Nottinghamshire Senior League Senior Division – 18 equipos Oxfordshire Senior League Premier Division – 16 equipos Peterborough & District League Premier Division – 16 equipos Sheffield & Hallamshire County Senior League Premier Division – 15 equipos Somerset County League Premier Division – 18 equipos Southern Combination League Division Two East – 16 equipos Spartan South Midlands League Division Two – 16 equipos St Piran League East Division – 16 equipos St Piran League West Division – 16 equipos Staffordshire County Senior League Premier Division – 16 equipos Suffolk & Ipswich League Senior Division – 16 equipos Surrey Elite Intermediate League – 16 equipos Thames Valley Premier League Premier Division – 16 equipos Wearside League – 16 equipos West Cheshire League Division One – 16 equipos West Lancashire League Premier Division – 16 equipos West Midlands (Regional) League Division One – 16 equipos West Yorkshire League Premier Division – 16 equipos Wiltshire Senior League Premier Division – 16 equipos York League Premier Division – 16 equipos Yorkshire Amateur League Supreme Division – 11 equipos |
| 12º                                                           | Más ligas locales | Más ligas locales | Más ligas locales | Más ligas locales | Más ligas locales | Más ligas locales | Más ligas locales | Más ligas locales | Más ligas locales | Más ligas locales | Más ligas locales | Más ligas locales |

## Elegibilidad de Copa
Ser un miembro de una liga en un nivel particular también afecta la elegibilidad para las Copas.
- FA Cup: Todos los niveles (en teoría; en la práctica se restringe al nivel 11)
- Copa de la Liga: Niveles 1-4 (Premier League y Football League)
- Football League Trophy: Niveles 3 y 4 (Football League One y Football League Two)
- FA Trophy: Niveles 5-8
- FA Vase: Niveles 9-11
- FA National League System Cup: Nivel 11 (impugnado por el representante equipo de cada liga)

Más bajo de nivel 11 la pirámide se hace más regional y también se hacen las copas. Más lejos abajo la pirámide se hunde en una base de condados que tienen sus propias copas en consecuencia.